# Lijst van burgemeesters van IJzendoorn
Dit is een lijst van burgemeesters van de voormalige Nederlandse gemeente IJzendoorn tot die gemeente in 1923 opging in de gemeente Echteld.
| Ambtsperiode | Naam burgemeester               | Partij of stroming | Bijzonderheden                                                                     |
| ------------ | ------------------------------- | ------------------ | ---------------------------------------------------------------------------------- |
| 1818 - 1850  | Gijsbert Romeijn (1768-1856)    |                    | schout/burgemeester                                                                |
| 1850 - 1882  | Hubartus Dideric van Riemsdijk  |                    | tevens burgemeester van Echteld (1837-1882)                                        |
| 1882 - 1889  | B.Th.A. Westerouen van Meeteren |                    | tevens burgemeester van Echteld, eerder burgemeester van Dinteloord en Prinsenland |
| 1889 - 1918  | W. de Haas Gz.                  |                    | tevens burgemeester van Echteld (1889-1914)                                        |
| 1919 - 1923  | Hermanus (H.) Houtkoper         |                    | tevens/later burgemeester van Echteld (1914-1942) en Lienden (1930-1942)           |